# Filippo Celli
Filippo Celli (Roma, 1782 - Londres, 1856) fou un cantant, professor de cant i compositor d'òpera italià.
Va iniciar la seva trajectòria artística com a intèrpret de papers còmics. Un cop retirat dels escenaris, va fundar una prestigiosa escola de cant a Bolonya. Posteriorment, va exercir com a professor al Teatre reial de Munic i, més endavant, es va establir a Londres, on va formar cantants destacats com Antonio Poggi, Giulia Grisi, Laura Fanò i Emma Albertazzi.